# Ryan Fox
Ryan Fox (nascido em 22 de janeiro de 1987) é um golfista profissional neozelandês que atua no PGA Tour of Australasia e no Challenge Tour.

## Carreira
Fox venceu o Aberto da Austrália Ocidental em 2014 e irá representar a Nova Zelândia no individual masculino do golfe nos Jogos Olímpicos de Verão de 2016, no Rio de Janeiro, Brasil.